# Archon: The Light and the Dark
Archon: The Light and the Dark är titeln på ett spel från 1982 som släpptes till ett flertal olika format bland annat Commodore 64, 8-bitars Atari, ZX Spectrum och NES. Spelet utvecklades av Free Fall Associates och distribuerades av Electronic Arts. Spelet har en uppföljare kallad Archon II: Adept.